# Total Design
Total Design is een Nederlands ontwerpbureau opgericht in 1963 voor grafische vormgeving, merken, merknamen en de ontwikkeling van huisstijlen.
Total Design en Teldesign introduceerden in Nederland het functionalisme in de grafische vormgeving. Ze waren op dit gebied bijzonder invloedrijk en speelden een rol in de opkomst van Dutch Design. In de loop van de jaren tachtig en begin jaren negentig is het functionalisme in de grafische vormgeving geleidelijk achterhaald.
Met de verdere commercialisering van de markt is Total Design zich naast grafische vormgeving ook gaan toeleggen op merken en merknamen. Tussen 2000 en 2018 heette het bureau Total Identity. Na een fusie in 2018 is men de oorspronkelijke naam weer gaan voeren.

## Geschiedenis

### Oprichting en eerste jaren
Total Design werd in 1963 opgericht als naamloze vennootschap onder de naam Associatie voor Total Design NV. Onder de vijf oprichters waren drie ontwerpers; de grafisch ontwerper Wim Crouwel, de industrieel ontwerper Friso Kramer, en Benno Wissing, die zowel grafische als ruimtelijke vormgeving deed. Het initiatief om een ontwerpbureau te formeren kwam van Paul Schwarz, die samen met zijn broer Dick de organisatie en financiën op zich nam.
Het bureau was multidisciplinair opgezet, en leverde aan opdrachtgevers uit de industrie, handel en verkeer, culturele sector en de overheid. Tot de eerste grotere opdrachtgevers behoorden Randstad N.V., de Steenkolen Handelsvereeniging (SHV), Luchthaven Schiphol, De Bijenkorf, de ANWB, en het Stedelijk Museum in Amsterdam. Voor de PTT ontwierpen ze onder andere nieuwe postzegels en een nieuw telefoonboek, dat echter tot de nodige consternatie leidde.
Omdat het werkaanbod zich in de eerste jaren beperkte tot grafische opdrachten, trad Friso Kramer in 1968 uit, en begon zijn eigen bureau ruimtelijke vormgeving. Rond die tijd kwam er wel de eerste grotere opdracht voor ruimtelijke vormgeving binnen. Zo verzorgde Total Design het interieurontwerp van het Nederlandse paviljoen voor de Wereldtentoonstelling van Osaka in 1970, de Expo 70.
Eind jaren zestig had Total Design zo'n 40 man in dienst. In de eerste jaren waren er naast de oprichters, ontwerpers betrokken als Anthon Beeke, Ben Bos, Kho Liang Ie, Jolijn van de Wouw en Gerard Unger. In de jaren zeventig bouwde een nieuw ontwerpteam het bureau verder uit met Anthon Beeke, Andrew Fallon, Paul Mijksenaar en Jurriaan Schrofer. In de jaren tachtig zette een trend in dat bureaus voor de klanten naast het ontwerp een bijdrage gingen leveren in het marktonderzoek zelf.

### Latere ontwikkeling
In de jaren negentig kwam het bureau onder leiding van Ben Bos, Jelle van der Toorn Vrijthoff en Dirk Jan van Haren Noman. Bos was zelf in 1963 bij Total Design begonnen, en had onder andere het nieuwe logo en de huisstijl voor Randstad uitzendbureau ontwikkeld. Van der Toorn Vrijthoff volgde Wim Crouwel op toen deze in 1982 directeur werd van museum Boymans van Beuningen in Rotterdam. Van Haren Noman volde Loek van de Sande op in 1976. Onder dit driemanschap verkreeg het bedrijf een groeiend aantal buitenlandse opdrachten. Het was het eerste bureau in Nederland dat in haar beleid een belangrijke plaats reserveerde voor automatisering. Een besluit dat in eerste instantie veel kritiek ontlokte van collega's. Ben Bos verliet Total Design in 1991.
In 2002 verliet van der Toorn Vrijthoff het bureau. Hans Brandt die al geruime tijd bij het bureau werkte en inmiddels een functie binnen de directie bekleedde, volde hem op.
Andere bekende ontwerpers, die korte of langere tijd bij Total Design meewerkten waren onder andere Jolijn van der Wouw, Daphne Duivelshof, Paul Mijksenaar, Reynoud Homan en de letterontwerper Martin Majoor.
In 2000 veranderde het bureau zijn naam in Total Identity. Begin 2018 is Total Identity gefuseerd met de bureaus Total Active Media en KoeweidenPostma. Het bedrijf gebruikt sindsdien weer de naam “Total Design”. In het nieuwe bedrijf van zestig mensen werken ideeënontwikkelaars, zoals analisten en strategen, naast verschillende copywriters, designers, engineers en psychologen.

## Waardering en kritiek
Hubben (1997) stelde in de Volkskrant, dat met name Wim Crouwel met Total Design invloedrijk is geweest op de vormgeving in Nederland. Zijn invloed was zo groot, dat volgens Hubben "heel Nederland leek vormgegeven volgens de strenge normen van Crouwels functionalisme." Bakker (2011) bevestigde dat.
Total Design werd vooral bekend door zijn strenge uiterst eenvoudige zakelijk functionalistische stijl. Dat functionalisme leidde uiteindelijk echter tot felle kritiek. Zo werd Crouwel door zijn werk met Total Design door Renate Rubinstein in Vrij Nederland bestempeld als de vormgever van "De Nieuwe Lelijkheid."

## Publicaties, een selectie
- Wim Crouwel. "Total Design : a Dutch design and consultant group," in: Graphis : international journal of graphic art and applied art, nr. 220, 1982.

Literatuur over Total Design en de betrokkenen
- Kees Broos, Paul Hefting. Grafische Vormgeving in Nederland. Een eeuw, Atrium, 1993.
- Hub Hubben, Ontwerp: Total Design : de jaren tachtig, Inmerc, 1989.
- Frederike Huygen en Hugues C. Boekraad. Wim Crouwel – Mode en module. Uitgeverij 010, 1997.
- Tracy Metz, "Total Design," in: Graphis : international journal of graphic art and applied art, Nr. 263, september 1989.

## Afbeeldingen

Nieuw logo voor SHV Holdings ontworpen in 1965.
Logo van PAM.
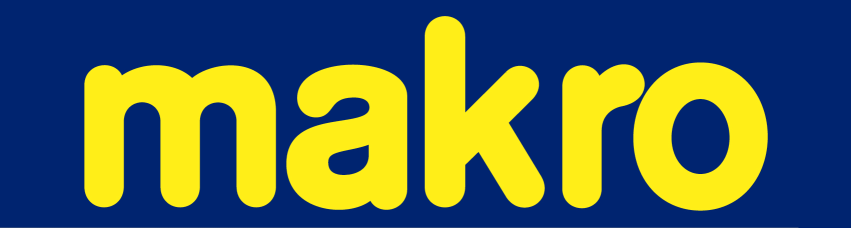
Makro Europe logo.
Randstad logo.
HEMA logo door Total Design.
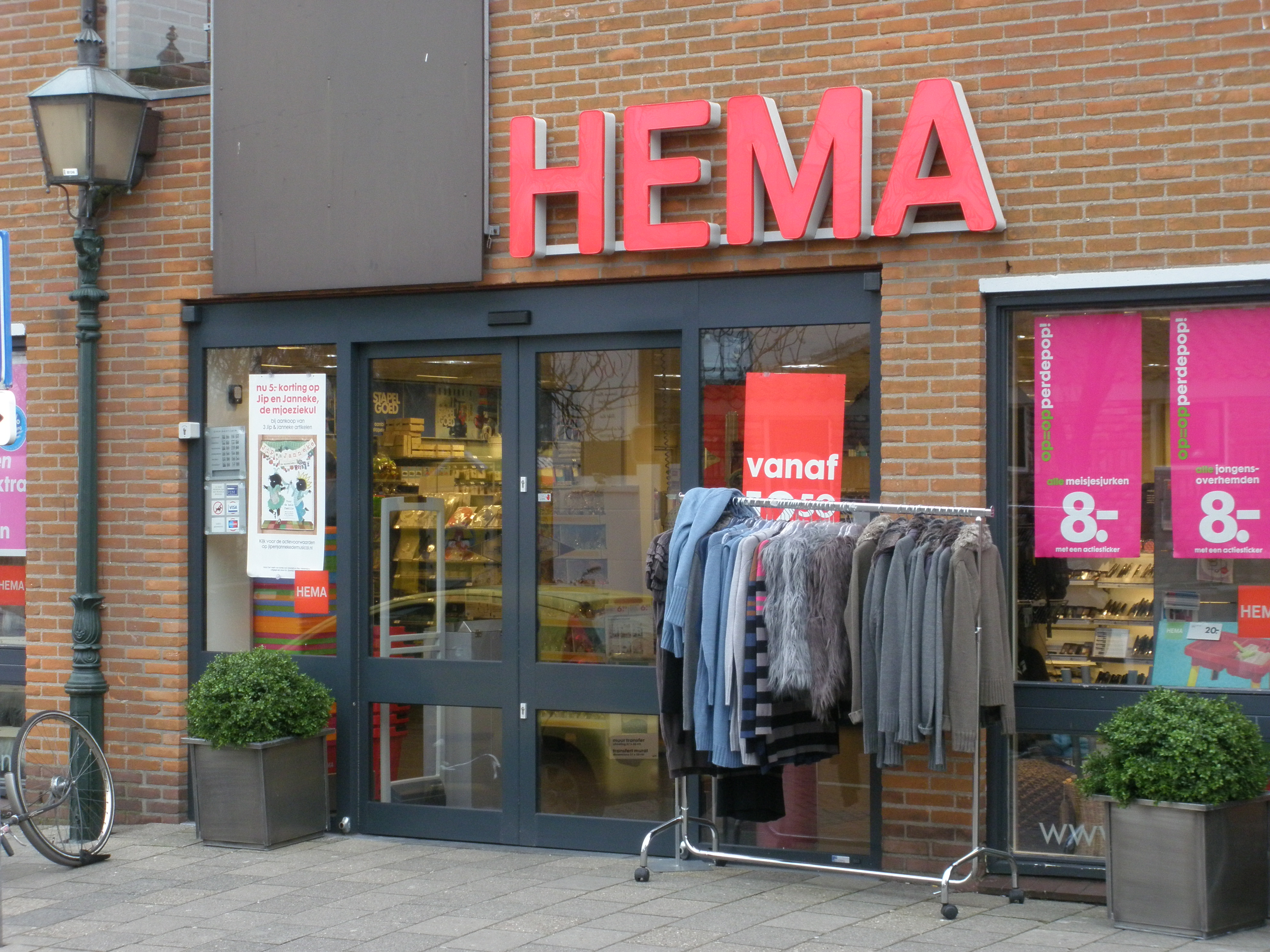
HEMA logo toegepast in Montfoort.
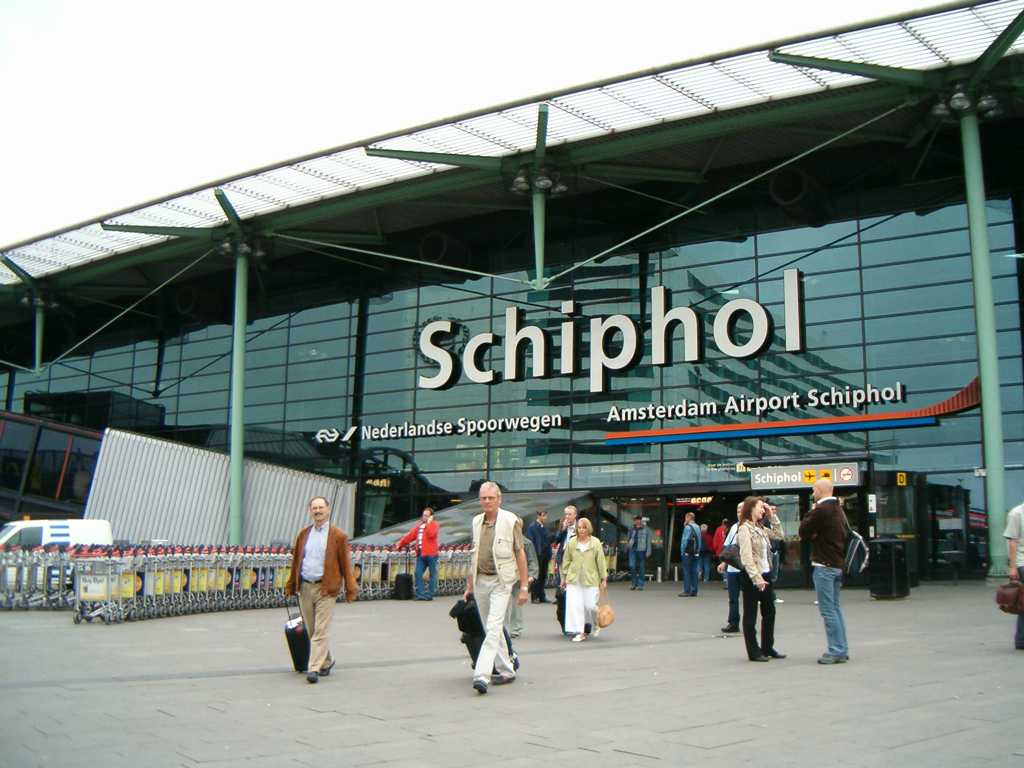
Schiphol tekstontwerp door Benno Wissing.
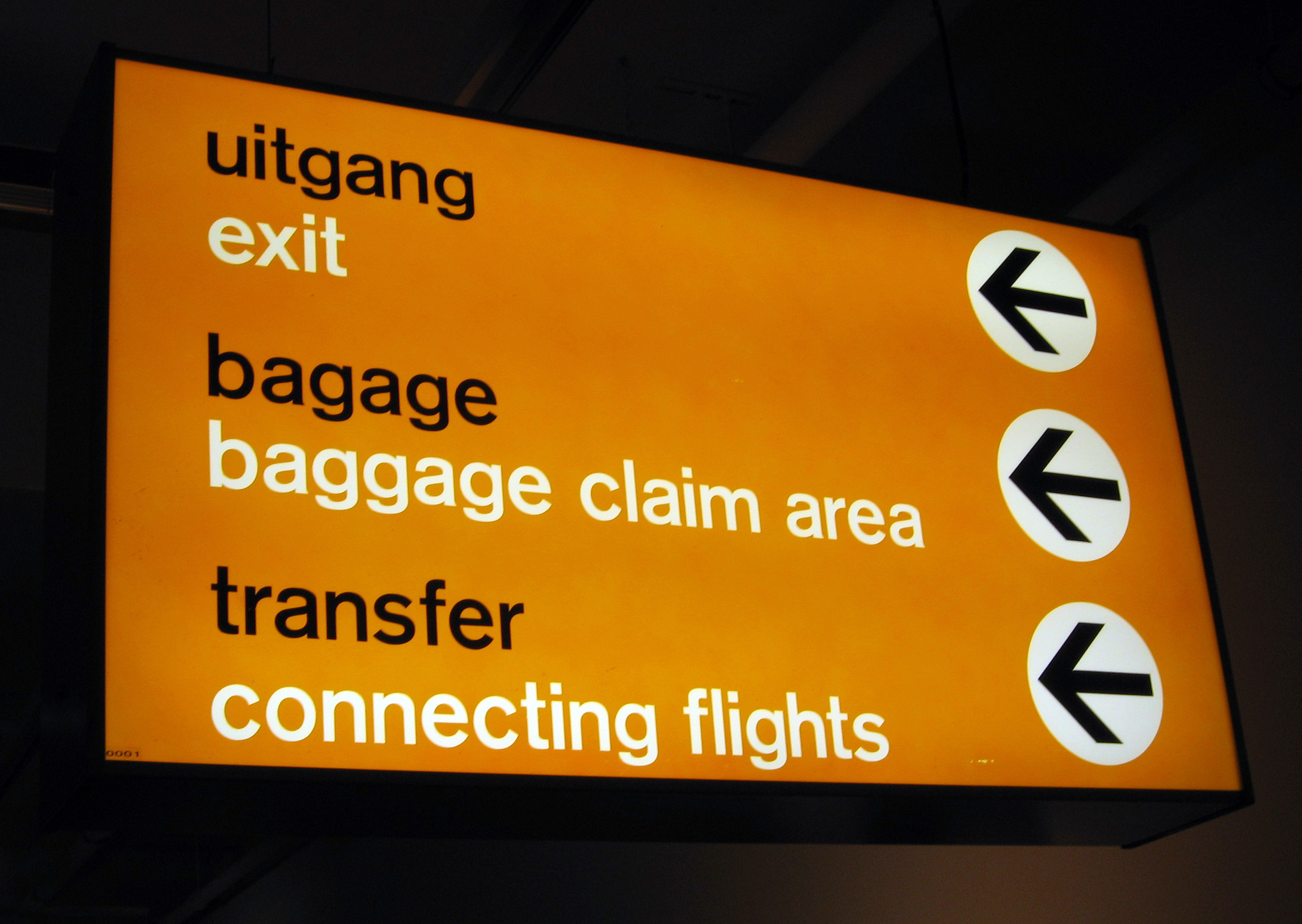
Verdere bewegwijzering op Schiphol Airport.
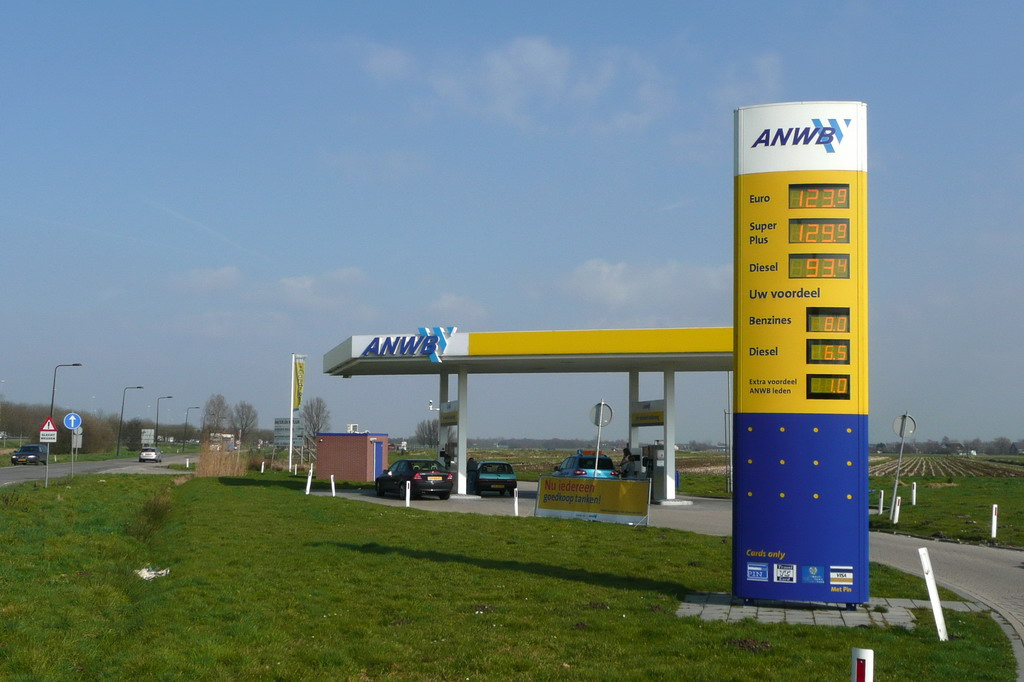
ANWB logo en kleurstelling toegepast.